# 後龍庄
後龍庄為台灣日治時期1920年至1945年間存在之行政區，轄屬新竹州竹南郡。今苗栗縣後龍鎮。

## 行政區劃
後龍庄在臺灣日治時期行政區劃的十二廳時期原屬新竹廳苗栗一堡之後壠庄、大山脚庄、外埔庄、水尾仔庄、苦苓脚庄、二張犁庄、新港庄、公司藔庄、烏眉庄、崎頂庄、過港庄、灣瓦庄、頭湖庄、後壠底庄、十班坑庄。1920年10月，上述15庄合併為後龍庄，「後壠」改稱「後龍」，後龍庄轄域內分為後龍、大山腳、二張犁、新港、苦苓腳、外埔、水尾子、公司寮、後壠底、十班坑、烏眉、頭湖、灣瓦、崎頂、過港等15個大字。
- 後龍大字下有「田心子」、「大庄」、「柳樹灣」小字名
- 新港大字下有「社脚」、「校寄埧」、「後壁厝」、「東西社」、「埔頂」小字名
- 公司寮大字下有「公司寮」、「南社」小字名[1]

## 歷任庄長
| 任次 | 姓名         | 任期                 | 備註             |
| ---- | ------------ | -------------------- | ---------------- |
| 1    | 沈賜記       | 民國前13年至民國11年 | 區長繼第一任庄長 |
| 2    | 岡崎豐治     | 民國11年至民國14年任 |                  |
| 3    | 氏家壽石衛門 | 民國14年至民國21年任 |                  |
| 4    | 秋山久七     | 民國21年至民國24年任 |                  |
| 5    | 齋藤得治郎   | 民國24年至民國32年任 |                  |
| 6    | 清水庫吉     | 民國32年至民國34年任 |                  |

## 交通

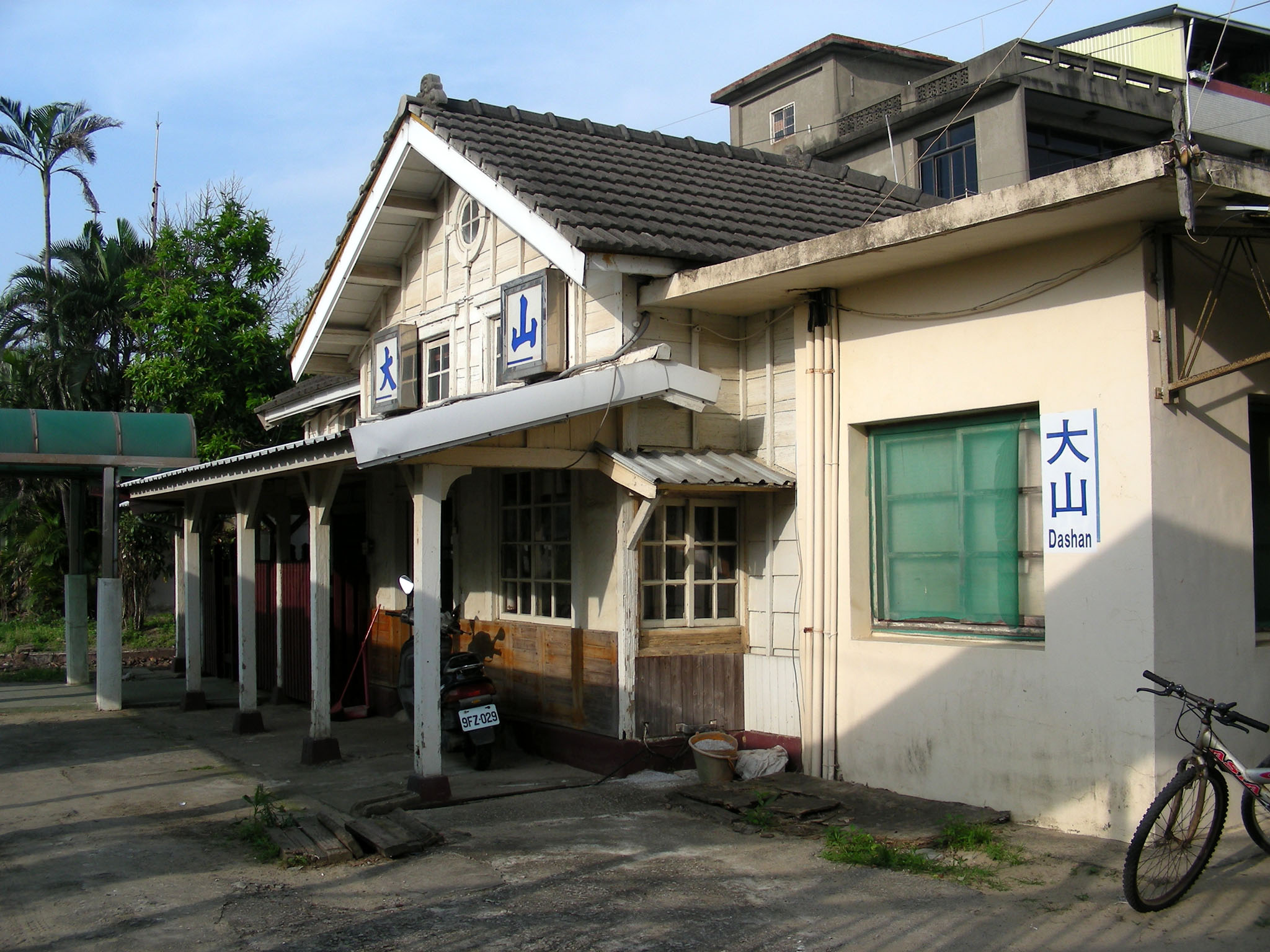
1922年落成之大山腳車站

- 後龍車站
- 北勢車站，戰後改稱豐富車站
- 大山車站

- 公司寮車站，戰後改稱龍港車站
- 後龍港，又稱公司寮漁港 （特別輸出入港）

## 設施
- 後龍役場
- 臺灣總督府稅關後龍支署
- 後龍農業專修學校
- 後龍公學校（今苗栗縣後龍鎮後龍國民小學）
- 公司寮公學校（今苗栗縣後龍鎮同光國民小學）
- 外埔公學校（今苗栗縣後龍鎮外埔國民小學）
- 外埔公學校大山分教場→外埔公學校大山分教場（今苗栗縣後龍鎮大山國民小學）
- 後龍水利組合
- 後龍信用組合
- 後龍郵便局
- 後龍立圖書館
- 新竹州水產試驗船事務所
- 台灣電燈會社新竹出張所後龍營業所
- 北白川宮能久親王後龍御舍營所